# Treasure Box - The Complete Sessions 1991 - 1999
Treasure Box - The Complete Sessions 1991 - 1999 es una caja recopilatoria de la banda irlandesa The Cranberries, publicada en 2002. La caja contiene los primeros 4 álbumes de estudio del grupo, totalmente remasterizados y con canciones extras que no se incluyeron en los álbumes originales.

## Lista de canciones

### Disco 1
Everybody Else Is Doing It, So Why Can't We?
1. "I Still Do" – 3:17
2. "Dreams" – 4:32
3. "Sunday" – 3:30
4. "Pretty" – 3:16
5. "Waltzing Back" – 3:38
6. "Not Sorry" – 4:20
7. "Linger" – 4:34
8. "Wanted" – 2:08
9. "Still Can't..." – 3:40
10. "I Will Always" – 2:42
11. "How" – 2:51
12. "Put Me Down" – 3:33
13. "Reason" - 2:02
14. "Them" - 3:42
15. "What You Were" - 3:41
16. "Liar" - 2:22
17. "Pretty (Pret-A-Porter Remix)" - 3:41
18. "How (Radical Mix)" - 2:58

### Disco 2
No Need to Argue
1. "Ode to My Family" – 4:30
2. "I Can't Be With You" – 3:07
3. "Twenty One" – 3:07
4. "Zombie" – 5:06
5. "Empty" – 3:26
6. "Everything I Said" – 3:52
7. "The Icicle Melts" – 2:54
8. "Disappointment" – 4:14
9. "Ridiculous Thoughts" – 4:31
10. "Dreaming My Dreams" – 3:37
11. "Yeat's Grave" – 2:59
12. "Daffodil Lament" – 6:14
13. "No Need to Argue" – 2:54
14. ""Away" – 2:38
15. "I Don't Need" – 3:32
16. "(They Long to Be) Close to You" – 2:41
17. "So Cold in Ireland" – 4:45
18. "Zombie" (Camel's Hump mix) – 7:54

### Disco 3
To the Faithful Departed
1. "Hollywood" – 5:08
2. "Salvation" – 2:23
3. "When You're Gone" – 4:56
4. "Free to Decide" – 4:25
5. "War Child" – 3:50
6. "Forever Yellow Skies" – 4:09
7. "The Rebels" – 3:20
8. "Intermission" – 2:08
9. "I Just Shot John Lennon" – 2:41
10. "Electric Blue" – 4:51
11. "I'm Still Remembering" – 4:48
12. "Will You Remember?" – 2:49
13. "Joe" – 3:22
14. "Bosnia" – 5:40
15. "Cordell" – 3:41
16. "The Picture I View" – 2:28
17. "Ave Maria" (Luciano Pavarotti y Dolores O'Riordan, interpretado en vivo) – 4:13
18. "Go Your Own Way" – 4:03
19. "God Be with You" – 3:34

### Disco 4
Bury the Hatchet
1. "Animal Instinct" - 3:31
2. "Loud And Clear" - 2:45
3. "Promises" - 5:27
4. "You & Me" - 3:35
5. "Just My Imagination" - 3:41
6. "Shattered" - 3:42
7. "Desperate Andy" - 3:44
8. "Saving Grace" - 3:08
9. "Copycat" - 2:53
10. "What's On My Mind" - 3:12
11. "Delilah" - 3:32
12. "Fe Fi Fo" - 4:47
13. "Dying In The Sun" - 3:32
14. "Sorry Son" - 3:28
15. "Baby Blues" - 2:38
16. "The Sweetest Thing" - 3:34
17. "Woman Without Pride" - 2:26
18. "Such A Shame" - 4:23
19. "Paparazzi On Mopeds" - 4:33